# Liste des pays par population en 1800
L'article qui suit liste les pays du monde par population, en 1800. Les chiffres estimés datent du début de l'année 1800 et les chiffres exacts de la population concernent les pays qui ont organisé un recensement en l'an 1800. La majeure partie de ces chiffres provient de l'ouvrage Two Thousand Years of Economic Statistics, volume 1, pages 21 à 24, qui couvre les chiffres de la population de l'année 1800 selon les États de l'époque actuelle. Avakov cite à son tour diverses sources, principalement Angus Maddison. Les sous-chiffres concernant l'Italie proviennent d'une autre source. D'autres chiffres proviennent du site Web de Jan Lahmeyer, lequel est lui-même basé sur différentes sources.

## Liste

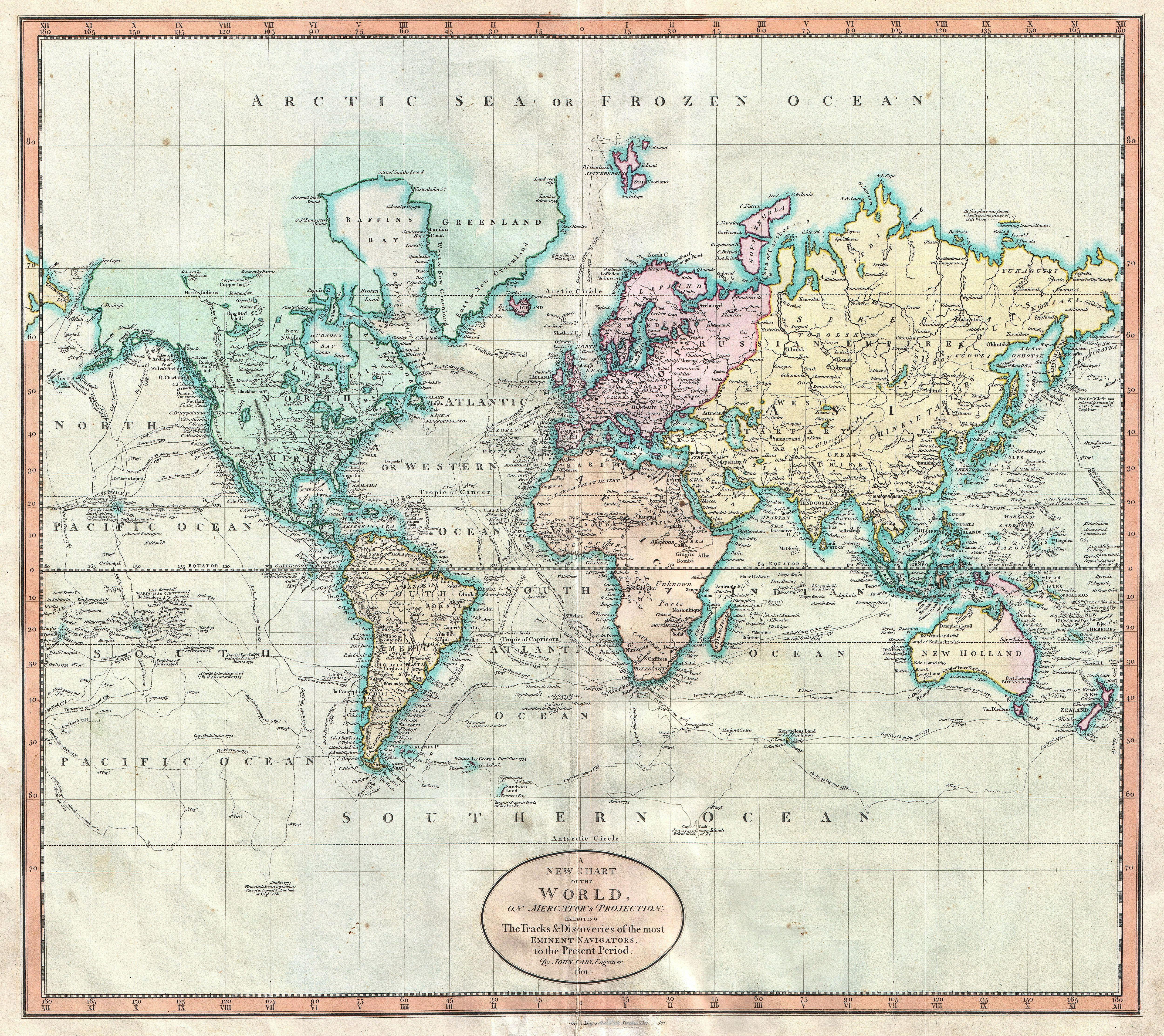
Carte du monde de 1801.

## Remarque
Les populations agrégées des différents États dépassent la population mondiale totale car certains d'entre eux existaient au sein de diverses entités. Par exemple, le royaume de Prusse et la monarchie des Habsbourg avaient des territoires qui faisaient également partie du Saint Empire romain germanique. Dans un autre cas, la province de Valachie était vassale du sultan ottoman, mais aussi tributaire de l'empire russe.